# دعامة تاجية
الدعامة التاجية (بالإنجليزية: Coronary stent)‏ هي عبارة عن جهاز على شكل أنبوب يوضع في الشرايين التاجية التي تزود القلب بالدم، بغرض إبقاء الشرايين مفتوحة أثناء عملية علاج مرض القلب التاجي. يتم استخدام هذه الدعامة أثناء إجراء يسمى التدخل التاجي عن طريق الجلد (PCI). تعمل هذه الدعامات بعد وضعها على تقليل ألم الصدر وتحسن البقاء على قيد الحياة في حالة حدوث احتشاء عضلة القلب الحاد.
كما هو الشأن بالنسبة للشرايين التاجية يمكن أيضا استخدام دعامات وإجراءات مماثلة في الأوعية غير التاجية (على سبيل المثال، في الساقين في مرض الشريان المحيطي).

## تاريخ
بحلول سنة 1972 تم تسجيل براءة اختراع الدعامة الأولى على يد الجراح روبرت إرسيك، الحاصل على دكتوراه في الطب استنادا إلى العمل الذي قام به على الحيوانات في سنة 1969 بجامعة منيسوتا. ارسيك الذي قام أيضا بتطوير أول دعامة لصمام خنزيري، يمكن زراعتها عبر الجلد في ظرف 7 دقائق، دون الحاجة لعملية جراحة القلب المفتوح.
منذ وضع أول دعامة شرايين تاجية، تزايد استخدامها مع مرور الزمن حتى أصبحت من بين أكثر التدخلات الطبية شيوعا حول العالم. بالموازاة مع ذلك ساهم التقدم في علم وظائف القلب وكذا الدورة الدموية، في فهم أفضل لاستجابة الجسم للإصابة الوعائية، الشئ الذي نتج عنه تحسن في تقنيات القسطرة والدعامات. يوجد حاليا عدد من الدعامات التاجية التي يمكن الاستعانة بها في هذا المجال، على غرار تلك التي تضم طلاء سطحيا متوافقا حيويا بدون الحاجة لعقاقير، بالإضافة إلى الدعامات القابلة للامتصاص (من المعدن أو البوليمر).

## الاستخدامات الطبية

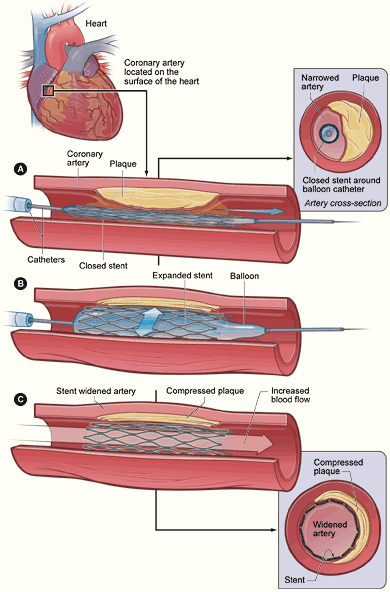
مخطط مبسط لمراحل وضع الدعامة داخل الشريان:
في A، يتم إدخال القسطرة عبر الشريان إلى موقع التضيق أو الانسداد.
في B، يتم نفخ البالون، وتوسيع الدعامة لوضعها في مكانها.
في C، يتم إزالة القسطرة والبالون بعد تفريغه.
فيما تظهر المقاطع العرضية على الجانب الفرق قبل وبعد وضع الدعامة في الشريان.

تتبع عملية علاج الشريان التاجي المسدود (المتضيق) باستخدام الدعامة نفس الخطوات شأنها شأن عمليات راب الأوعية الدموية الأخرى مع بعض الاختلافات المهمة. يظل المريض في حالة استقاظ خلال جميع مراحل وضع الدعامة، حيث يعطى له دواء مهدئ لجعله مسترخيا وهادئا. يستعين طبيب القلب التدخلي في بادئ الأمر بتقنية تصوير الأوعية لتقييم موقع  الانسداد وتقدير حجمه عن طريق حقن وسيط تباين باستعمال قسطرة توجيه يتم إدخالها عن طريق الشريان الفخذي، للتمكن من مراقبة تدفق الدم عبر الشرايين التاجية. في نفس الوقت يمكن استخدام الموجات فوق الصوتية داخل الأوعية (IVUS) لتصوير الجدار الداخلي للأوعية وتقييم سماكة وصلابة الآفة. يستخدم طبيب القلب هذه المعلومات لتقرير ما إذا كان يجب معالجة الآفة بدعامة، وإذا كان الأمر كذلك، ما هو نوعها وحجمها.
عندما يتقرر وضع الدعامة، يعطى للمريض مستحضر يعمل على منع تجلط دمائه (كالهيبارين). يدخل الطبيب بعدها سلكا رقيقا للغاية يستعمل لاحقا كدليل إلى موضع التديق عن طريق الشريان الفخذي دائما إلى ما بعد موضع التديق. يقوم بعد ذلك الطبيب بتمرير قسطرة رقيقة ومرنة تضم بالونا في نهايتها بالاستدلال بالسلك الرقيق السالف ادخاله إلى موضع السد أو التديق بالشريان. أين يتم نفخ البالون إلى حجم يوازي السعة الطبيعية للشريان. يسحب البالون بعد تفريغه رفقة القسطرة بعد هذه العملية وتوضع عليهما دعامة منكمشة، ليتم مرة أخرى إعادة البالون والقسطرة لموضع التديق، لكن هذه المرة مع الدعامة. بوصول الدعامة إلى مكان التديق بالشريان ينفخ البالون لتتمدد الدعامة وتستقر في الموضع المقصود لإبقاء الشريان التاجي مفتوحا. أثناء العملية يمكن لطبيب القلب «تخصيص» تناسب الدعامة وفقا لشكل الأوعية الدموية، بالستعانة بتقنية  الموجات فوق الصوتية داخل الأوعية لتوجيه العمل. فور انتهاء العملية يتم سحب السلك الإرشادي والقسطرة والبالون بعد تفريغه للمرة الأخيرة. قبلها من المهم للغاية أن يكون إطار الدعامات على اتصال مباشر بجدران الوعاء لتقليل المضاعفات المحتملة (كتشكيل الجلطة الدموية). في بعض الحالات قد تتطلب عملية علاج آفات طويلة جدا أكثر من دعامات واحدة، يشار أحيانا لهذه الدعامات المتعددة باسم «السترة المعدنية الكاملة».
يمكت تنفيد الإجراء نفسه في عيادة القسطرة (مختبر القسطرة). باستثناء المضاعفات، يتم الاحتفاظ بالمرضى الذين يخضعون لعملية القسطرة تحت المراقبة لليلة واحدة على الأقل.
بصفة عامة، التعامل مع الآفات القريبة من الشعب في الشرايين التاجية يفتح تحديات إضافية ويتطلب تقنيات إضافية.

## المخاطر

### عودة الانسداد
توضع الدعامات التاجية، المصنوعة عادة من المعدن داخل الشرايين التاجية بغرض إبقاء هذه الأخيرة مفتوحة. مع ذلك، وبما أن كل دعامة عبارة عن جسم غريب (بالنسبة الجسم)، فإن ذلك قد يثير استجابة مناعية في المنطقة. ما قد يتسبب في نمو النسيج (تكاثر الخلايا) بسرعة فوق الدعامات. بالإضافة إلى ذلك، تميل الجلطات إلى التكون في الموقع الذي تعوض فيه الدعامة جدار الشريان. ولأن الصفائح الدموية تشارك في عملية التخثر، يجب على المرضى متابعة علاج مضاد للصفيحات مزدوج، مكون عادة من الكلوبيدوغريل أو التيكاغريلور والأسبرين معا لمدة عام واحد، والأسبرين إلى أجل غير محدد. من أجل تقليل فترة العلاج، تم مؤخرا تطوير جيل جديد من الدعامات المصنوعة من بوليمر قابل للتحلل. مع ذلك، فإن العلاج المضاد للصفيحات المزدوج قد يكون غير كافي لمنع التجلطات التي قد تؤدي إلى تخثر في موضع الدعامة؛ قد يتسبب هذا بالإضافة إلى تكاثر الخلايا في تعطيل الدعامات الاعتيادية (الدعامات المعدنية) وبالتالي عودة التضيق. للتخفيف من حدة هذه المشكلة، تم تصميم دعامات ناضحة بالدواء. تعمل على إطلاق عقار مضاد للتكاثر (تستخدم عادة العقاقير المضادة للسرطان أو كابتة للمناعة)، للمساعد في منع عودة التضيق داخل الدعامة.
بصفة عامة، تعد عودة التضيق الناجمة عن نمو نسيج عضلي أملس سميك (البطانة الجديدة) داخل تجويف الشريان هي واحدة من عيوب عملية التدخل هذه. نمو البطانة الجديدة يبقى متغيرا، لكنه قد يكون في بعض الأحيان كبيرا بما فيه الكفاية لعودة التضيق الوعائي من جديد، خاصة في حالة الأوعية الصغيرة القطر، والتي غالبا ما تؤدي إلى إعادة التشغيل. لذلك، يركز البحث الحالي على الحد ما أمكن من البطانة الجديدة بعد وضع الدعامة. مع مرور الزمن تم إجراء تحسينات كبيرة على الدعامات، بما في ذلك استخدام المزيد من المواد المتوافقة حيويا، والدعامات الناضحة بالدواء المضاد للالتهابات، والدعامات القابلة للإمتصاص وغيرها.